# پیسمانتاماک
پیسمانتاماک (به لاتین: Pismantamak) یک منطقهٔ مسکونی در روسیه است که در باشقیرستان واقع شده‌است.